# Hydraena kroumiriana
Hydraena kroumiriana är en skalbaggsart som beskrevs av Kaddouri 1992. Hydraena kroumiriana ingår i släktet Hydraena och familjen vattenbrynsbaggar. Inga underarter finns listade i Catalogue of Life.